# Donátnegyed

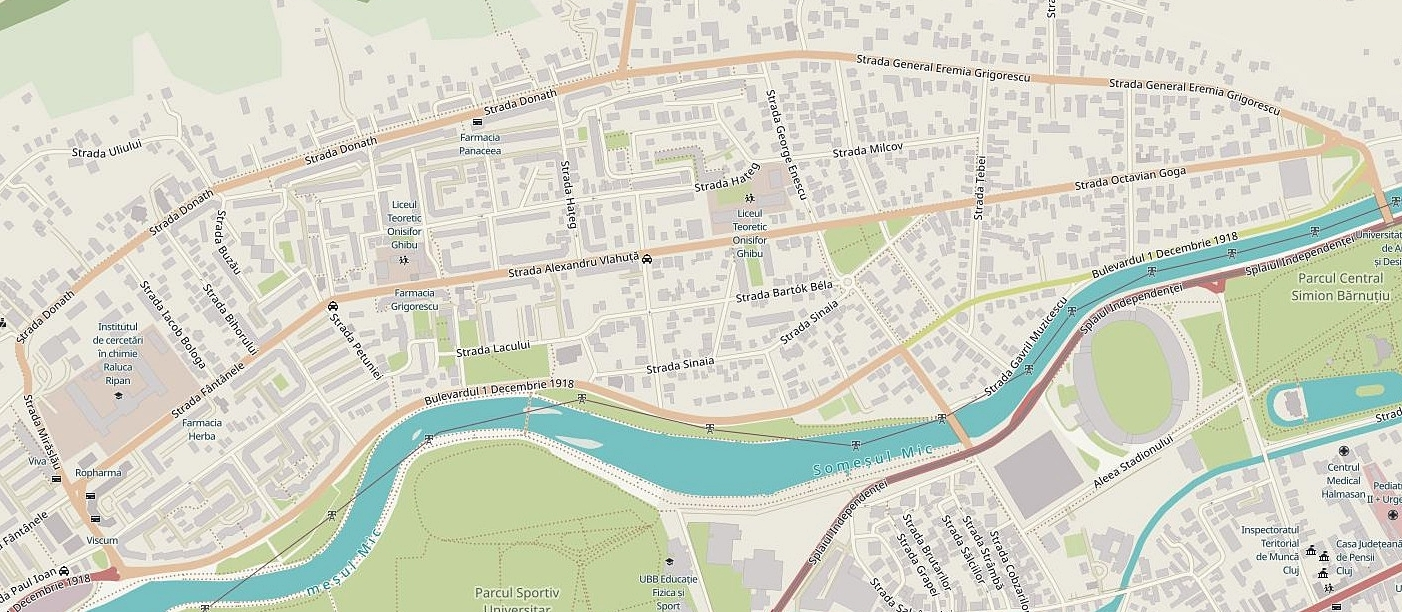
A Donátnegyed térképen

A Donátnegyed (Donát vagy Dónát negyed)  Kolozsvár egyik városrésze a város északnyugati részén. Közel hozzá van az a gát, amelyik segítségével a Kis-Szamos vizének magasságát szabályozzák, valamint tisztítják – gyakorlatilag itt lép be először a Szamos a város életébe, miután a Hója magasabban fekvő részeit elhagyja.
A XVIII. század elején a szőlőkkel borított Hója hegyvonulat egyik kimagasló pontjára barokk Szent Donát-szobrot állítottak (erről kapta nevét a Donát út, majd az egész negyed). Maga a városnegyed az 1900-as évek elején alakult ki; kertes házaiban tisztviselők, kereskedők és iparosok laktak.
A két világháború között – az Attila út és az Erzsébet út mellett – ez volt a vagyonosabb középosztály egyik lakónegyede.
A második világháborúban, a bombatámadások megkezdésekor a város vezetése bombamentes sziklabarlangot vájatott a Donát út végében, a Mátyás-szobor esetleges leszerelésének és itteni elhelyezésének esetére.
1960–61-ben tömbháznegyed épült, amelyet 1964-ben Eremia Grigorescu tábornokról Grigorescu negyednek neveztek el (a kolozsvári magyarok körében ezért terjedt el a ,,Grigó" elnevezése a negyednek).
1961 szeptemberére adták át a negyed első középiskolájának új épületét. Az 1925-ben elemi iskolaként alapított intézmény neve 1995 óta Onisifor Ghibu Elméleti Líceum, és magyar tagozattal rendelkezik.
A negyedben található a kolozsvári rádió- és tévéállomás, jellegzetes kék-fehér csíkos épületével. (A Rádióstúdió épületét 1967. december 30-án avatták fel.) Az 1970-es években a negyedet oly módon építették tovább, hogy a meglévő tömbházak közé újakat zsúfoltak be.